# Марзан (Долина Аосте)
Марзан је насеље у Италији у округу Долина Аосте, региону Долина Аосте.
Према процени из 2011. у насељу је живело 99 становника. Насеље се налази на надморској висини од 697 м.